# 南海大浜支線
大浜支線（おおはましせん）は、大阪府堺市の宿院停留場から同市の大浜海岸停留場までを結んでいた南海電気鉄道（正式廃止時）の軌道路線。

## 概要
南海合併前の阪堺電気軌道が、1903年（明治36年）開催の第5回内国勧業博覧会の会場の一つとして建てられた堺水族館があった大浜公園へのアクセス路線として1912年（明治45年）に開業したのが大浜支線である。翌年、阪堺電気軌道はさらに乗客を誘致するため、大浜公園内に海水を沸かした大浴場「大浜潮湯」を開設した。大浜公園には大浜潮湯・堺水族館のほか、少女演劇が行われていた大浜公会堂などがあり、行楽地として賑わっていた。
しかし、第二次世界大戦が始まり、1944年（昭和19年）に大浜潮湯や堺水族館は閉鎖、翌1945年（昭和20年）2月には一部区間が休止された。そして、同年7月10日の堺大空襲で南海本線堺駅（当時は貨物駅）や龍神駅、付近で南海本線を跨いでいた大浜支線が壊滅的被害を受け運休となった。戦後運行を再開するものの1949年（昭和24年）に休止、1980年（昭和55年）に廃止された。

### 路線データ
- 路線距離（営業キロ）：宿院 - 大浜海岸間1.6km
- 軌間：1435mm
- 停留場数：6（起終点含む）
- 複線区間：
- 電化区間：全線電化（直流600V）

## 歴史
- 1912年（明治45年/大正元年）
  - 4月1日 阪堺電気軌道により宿院 - 水族館前（のちの大浜北町）が開業
  - 8月26日 水族館前 - 大浜海岸間が開業
- 1915年（大正4年）6月21日 阪堺電気軌道が南海鉄道に合併
- 1944年（昭和19年）6月1日 関西急行鉄道と南海鉄道が合併、近畿日本鉄道が成立。同社天王寺営業局の所属となる
- 1945年（昭和20年）
  - 2月11日 大浜北町 - 大浜海岸間が休止
  - 7月10日 堺大空襲で壊滅的被害を受け運休となる。戦後運行再開
- 1947年（昭和22年）6月1日 旧・南海鉄道の路線が南海電気鉄道に分離譲渡。同社大阪軌道線の一路線となる
- 1949年（昭和24年）3月3日 宿院 - 大浜北町間が休止
- 1980年（昭和55年）11月28日 全線が正式廃止

大浜支線廃止と同日、平野線も廃止され、3日後の12月1日には、南海の大阪軌道線（阪堺線・上町線）が分社化され阪堺電気軌道となった。

## 停留場一覧
1940年（昭和15年）頃のもの。全停留場大阪府堺市に所在。
| 停留場名       | 停留場間 キロ | 営業 キロ | 接続路線                                                              |
| -------------- | ------------- | --------- | --------------------------------------------------------------------- |
| 宿院停留場     | -             | 0.0       | 南海鉄道：阪堺線                                                      |
| 川尻停留場     | 0.3           | 0.3       |                                                                       |
| 龍神停留場     | 0.3           | 0.6       | 南海鉄道：南海本線（龍神駅：堺駅 - 湊駅間。堺駅と統合され1955年廃止） |
| 水族館前停留場 | 0.4           | 1.0       |                                                                       |
| 大浜公園停留場 | 0.4           | 1.4       |                                                                       |
| 大浜海岸停留場 | 0.2           | 1.6       |                                                                       |

※龍神 - 水族館前間で阪堺電鉄（阪堺電気軌道とは別、のちの大阪市電三宝線）と交差していたが、直接乗り換え可能な電停は設けられていなかった模様。阪堺電鉄は交差地点付近に龍神通電停（市営化後に大浜北町となる）を設けていた。